# 중국신가성
《중국신가성》은 저장 위성 텔레비전에서 2016년부터 방송되고 있는 TV 프로그램이다.

## 우승자
| 연도 | 이름       |
| ---- | ---------- |
| 2016 | 장 둔 하오 |
| 2017 |            |
| 2018 |            |
| 2019 | 씽한밍     |
| 2020 | 샨이춘     |

## 기타 주요 참가자
- 시앙 양 (2016 준우승)
- 왕첸 루이 (2016 3위)
- 쉬게 양 (2016 4위)
- 양 메이나 (2016 5위)
- 리 필링 (2016 6위)
- 시린나이가오 (2016, 2017)
- 스단만추 (2019 준우승)
- 천치난 (2019 Top4)
- 리지팅 (2019 Top4)